# Alain L. de Weck

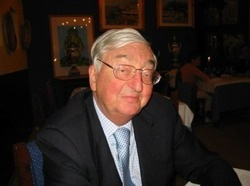
Alain Ladislas de Weck

Alain Ladislas de Weck (* 26. Juli 1928 in Les Avants, Montreux; † 8. April 2013 in Freiburg im Üechtland) war ein Schweizer Immunologe.

## Biografie
Alain L. de Weck studierte ab 1947 an der Universität Genf Medizin, wo er 1955 promovierte. Er setzte seine Ausbildung in Paris fort und forschte in den USA unter anderem am Barnes Hospital der Washington University in St. Louis und den National Institutes of Health. De Weck war Professor für Immunologie und Allergologie an der Universität Bern, wo er seit 1961 war und ab 1971 bis 1993 die klinische Immunologie am Inselspital leitete. Später war er Professor an der Universität Navarra in Spanien. Er ist bekannt für Beiträge zur Erforschung der Penicillin-Allergie und anderer Arzneimittelallergien und er arbeitete eng mit der Weltgesundheitsorganisation (WHO) beim Aufbau klinischer Dienste und epidemiologischen Studien über Allergien in Entwicklungsländern zusammen.
1972 erhielt er den Robert-Koch-Preis, 1990 die Clemens von Pirquet-Medaille.